# Fender TC 90
Fender TC 90 je poluakustična gitara s dvostrukim izrezom tijela (engl: double-cut), koju je u vintage white boji od travnja 2004. - listopada 2007. godine, i od od svibnja 2005. -  rujna 2007. godine, u black cherry burst boji proizvodio Fenderov pogon u Koreji. 

## Osnovne karakteristike
Fender TC 90 je poluakustična gitara kojoj je vrat s 22. polja zalijepljen za tijelo. Na hvataljki vrata od palisandera orijentacijske oznake tonova su izrađene od abalonea, poznatije kao Petrovo uho. 

Kofiguraciju ugrađenih elektromagneta čine dva dvostruka američki dizajn elektromagneta: Seymour Duncan SP90-1NRWRP vintage P-90 bliži vratu, i SP-90 3B Custom P90 bliži mostu gitare. Kontrola i odabir sheme uporabe elektromagneta vrši se pomoću trodjelnog preklopnika. Most je također američki adjusto-matis model usidren na žičnjaku (engl: tailpice).

U toku perioda proizvodnje prodano je oko 700-tina primjeraka od svake boje, a 2007. godine revidiran je u JA-90 potpisani model proizveden za američkog rock gitaristu Jimmy Eat Worlda.

## Vanjske poveznice
- Fender - službena stranica[neaktivna poveznica]